# 멕시코의 언어
멕시코의 언어는 다양하고 그 중 스페인어가 가장 널리 쓰인다. 멕시코 원주민 언어들은 4개의 고립어를 비롯해 11개의 어족에 속한다. 멕시코 정부는 원주민 언어 63개를 포함해 68개의 멕시코 언어를 공식적으로 인정하고, 또 이 언어들의 350여 개 방언을 인정한다. 멕시코 인구의 대다수는 스페인어만을 구사한다. 일부 이민자와 원주민은 고유의 언어와 스페인어 둘 다를 구사하고, 어떤 원주민은 자기 민족의 언어만 할 줄 안다. 많은 농아인은 멕시코 수화를 사용하고, 원주민 수화도 한둘 있다.
멕시코 정부는 공식적인 상황에서 대부분 스페인어를 사용하지만, 스페인어는 법적으로 공식 주요 언어의 지위를 갖지는 않는다. 멕시코의 언어권리법은 스페인어를 다른 67개 언어와 함께 멕시코의 국어로 규정하고 있다. 2003년 공포된 이 법은 정부로 하여금 모든 정부 서비스를 원주민 시민들에게 자기 민족의 언어로 제공하도록 규정하지만, 아직까지 완전하게 실현되지는 못하고 있다. 참고로, 상호 의사 소통성에 따라 언어를 정의하면 멕시코에 존재하는 언어의 수는 68개를 훌쩍 넘어간다. 국립 원주민 언어 연구소(INALI)는 정치적인 분류를 목적으로 민족의 수를 집계한 것이기 때문이다. 예를 들어 미슈텍족은 단일 민족이므로 정부에서나 법정에서는 미슈텍어라는 하나의 언어를 사용하는 것처럼 취급한다. 그러나 미슈텍어에는 10여 개의 방언권이 있고 각각의 방언권에는 다른 방언권과 서로 의사 소통이 되지 않는 방언이 적어도 하나씩은 있다(Josserand 1983). 《에스놀로그》에 따르면 “미슈텍어”는 언어학적으로 52개의 서로 다른 언어로 이루어져 있다. 현재 《에스놀로그》의 집계로는 멕시코에 282개의 원주민 언어가 있으며 그 밖에도 이주민의 언어가 몇 개 있다(Lewis et al. 2018).
원주민에 대한 오랜 억압과 박해 때문에 대부분의 원주민 언어는 소멸위기언어가 되었다. 이 중 어떤 언어들은 수 년에서 수십 년 사이에 사어가 될 것으로 예상되며, 나머지는 그저 국가 평균보다 사용 인구 증가가 더딘 언어들이다. 원주민 개발 위원회(CDI)와 국립 원주민 언어 연구소(INALI)에 따르면 멕시코 인구의 10 ~ 14%가 원주민 정체성을 갖고 있지만 약 6%만이 원주민 언어를 사용한다.
멕시코가 아닌 다른 곳에서 유래한 언어들도 사용된다. 스페인어를 빼면 사용 인구가 가장 많은 언어는 영어, 독일어(플라우트디치어), 아랍어, 중국어, 일본어라고 생각된다.

## 역사

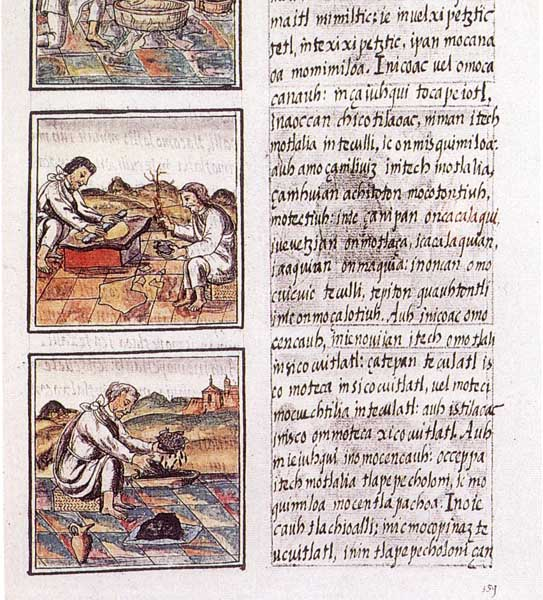
로마자로 표기한 나와틀어로 적힌 피렌체 코덱스의 한 페이지.

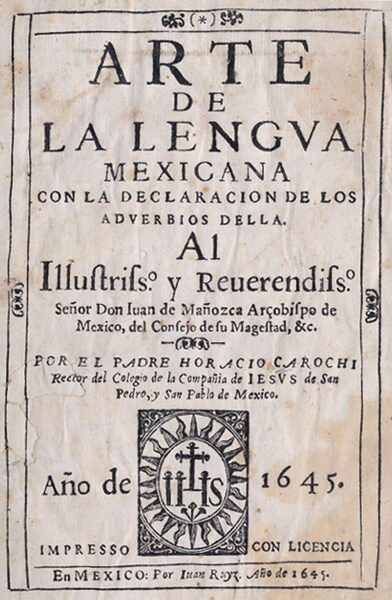
카로치, 《멕시코어 문법》

프란치스코회 선교사들이 처음 도착했을 때부터, 스페인어, 라틴어, 원주민 언어들은 멕시코의 기독교 전파에서 각자의 역할을 담당했다. 16세기 기독교인들은 원주민에게 기독교 교리를 전파하기 위해 원주민 언어를 연구했고, 어떤 상황에서는 카스티야어와 라틴어를 사용했다. 식민화가 시작되었을 때부터 일종의 “언어적 공존”이 있었던 것이다.
어떤 수도사와 신부들은 원주민 언어를 기술하고 분류하려 시도했다. 1570년에 펠리페 2세는 원주민들 간의 소통을 원활하게 하기 위해 나와틀어를 누에바에스파냐의 공식 언어로 지정한다고 공포했다.
1696년 카를로스 2세는 이 정책을 뒤집어 누에바에스파냐에서 스페인어 이외의 언어 사용을 금지했다. 18세기부터 원주민을 스페인에 동화시키라는 내용의 명령이 더 많아졌고 식민 지배자들은 더 이상 원주민 언어를 배우지 않게 되었다.
독립 이후 멕시코 정부는 원주민의 스페인화를 주된 목적으로 한 교육 체계를 입안했다. 이는 원주민이 새로운 멕시코에 보다 더 통합되는 것을 돕겠다는 의도에서 나온 정책이었다.
합스부르크가의 막시밀리아노 1세 치하 멕시코 제2제국 때를 제외하면 19세기 중 멕시코 정부는 원주민 언어의 소멸을 막으려 어떠한 노력도 하지 않았다.
1889년 안토니오 가르시아 쿠바스는 멕시코인의 38%가 원주민 언어를 구사한다고 추정했다. 이는 1820년의 60%에서 크게 감소한 수치였다. 20세기 말에는 원주민 언어 사용자의 비율이 6%까지 떨어졌다.
20세기의 대부분에 걸쳐 멕시코 정부는 원주민 언어들의 언어적 지위를 인정하지 않았다. 학교에서 원주민 학생들은 원주민 언어로 말하는 것이 금지되었고 이를 어기면 벌을 받기도 했다.
2002년, 멕시코의 헌법이 개정되어 멕시코의 문화적 다양성의 표현을 보호하고 육성할 의무를 정부에 부여하게 되었다. 1999년 6월 14일 원주민 언어 작가 협회는 “원주민 민족과 공동체의 언어적 권리를 위한 법률 제안”이라는 제목의 문서를 멕시코 연방의회에 제출했다. 이는 원주민 공동체의 언어권에 대한 보호를 시작해야 한다는 목표를 담고 있었다. 2003년 3월에는 원주민 언어권에 관한 일반 법률(스페인어: Ley General de Derechos Lingüísticos de los Pueblos Indígenas)이 통과되어 원주민 언어의 보존, 육성, 발전을 위한 뼈대를 놓았다. 일각에서는 이 법률이 지나치게 복잡해 강제성이 떨어진다고 비판했다.

## 원주민 언어

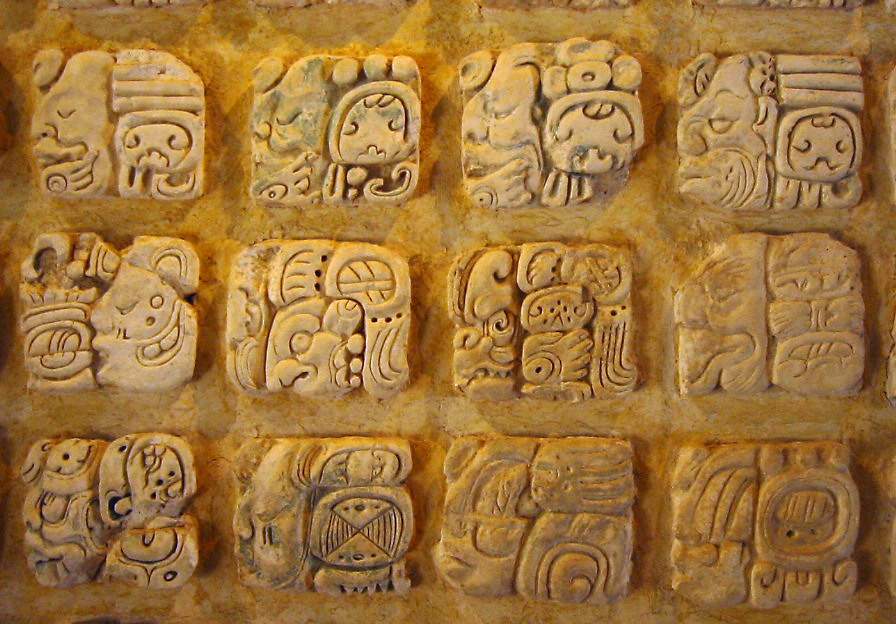
멕시코는 마야 문자 등 여러 문자 체계가 태어난 곳이다. 마야 문자는 일본어 문자 체계와 비슷하게 표어문자와 표음문자를 함께 사용한다.

스페인어는 멕시코인 대다수가 사용하는 사실상의 국어이다. 그러나 법적으로는 공식어로 지정되지 않았다. 멕시코의 1917년 헌법 제2조는 멕시코를 다문화 국가로 규정하고 원주민이 “그 언어를 보전하고 풍요롭게 할” 권리를 인정하며 “이중언어·문화간 교육”을 장려한다.
2003년 멕시코 연방의회는 원주민 언어권에 관한 일반 법률(스페인어: Ley General de Derechos Lingüísticos de los Pueblos Indígenas)을 통과시켰다. 이 법은 멕시코의 역사에 의해 원주민의 언어는 “국어”가 된다고 인정한다. 이에 따라 원주민 언어는 “그 영토, 위치, 맥락에서 [스페인어와] 동일한 정당성을 지닌다”. 한편 스페인어의 공식적·법적 지위에 대하서는 특별한 언급이 없었다. 이 법률에 따르면 멕시코 원주민은 정부 공무원과 소통하거나 공문서를 읽을 때 자기 민족의 언어를 사용할 수 있어야 한다. 멕시코 정부는 국립 원주민 언어 연구소(스페인어: Instituto Nacional de Lenguas Indígenas)의 활동을 통해 원주민 언어의 보전을 지원하고 사용을 장려하고 있다.
멕시코 국민 중 약 600만 명이 원주민 언어를 할 줄 안다. 이는 아메리카에서 페루에 이어 두 번째로 큰 숫자이다. 그러나 전체 인구에 대한 비율로 따지면 약 6%가 되어 과테말라(42.8%), 페루(35%), 에콰도르(9.4%), 파나마(8.3%), 파라과이, 볼리비아 등 아메리카의 다른 나라에 비해 적은 편이다.
멕시코에서 백만 명이 넘게 사용하는 원주민 언어는 나와틀어뿐이다. 그 밖에 화자 수가 많은 언어로는 유카텍 마야어(약 80만 명) 등이 있다.

## 언어 목록
| 언어(자기이름)                                                 | 화자 수   |
| -------------------------------------------------------------- | --------- |
| 나와틀어(Nahuatl, Nahuat, Nahual, Macehualtlahtol, Melatahtol) | 1,740,026 |
| 유카텍 마야어(Maaya t'aan)                                     | 792,000   |
| 미슈텍어(Tu'un sávi)                                           | 480,216   |
| 사포텍어(Diidxaza)                                             | 450,000   |
| 첼탈어(K'op o winik atel)                                      | 445,856   |
| 초칠어(Batsil k'op)                                            | 404,704   |
| 오토미어(Hñä hñü)                                              | 290,000   |
| 토토낙어(Tachihuiin)                                           | 240,000   |
| 마사텍어(Ha shuta enima)                                       | 220,000   |
| 촐어(Winik)                                                    | 212,117   |
| 와스텍어(Téenek)                                               | 161,120   |
| 마사와어(Jñatho)                                               | 140,840   |
| 치난텍어(Tsa jujmí)                                            | 125,153   |
| 미헤어(Ayüük)                                                  | 133,482   |
| 푸레페차어(P'urhépecha)                                        | 124,494   |
| 틀라파넥어(Me'phaa)                                            | 120,000   |
| 타라우마라어(Rarámuri)                                         | 85,018    |
| 아무스고어(Tzañcue)                                            | 51,761    |
| 차티노어(Cha'cña)                                              | 45,791    |
| 토홀라발어(Tojolwinik otik)                                    | 51,733    |
| 시에라 포폴루카어(Tuncápxe)                                    | 54,004    |
| 촌탈 마야어(Yokot t'an)                                        | 43,850    |
| 위촐어(Wixárika)                                               | 44,800    |
| 마요어(Yoreme)                                                 | 32,702    |
| 테페완어(O'otham and Ódami)                                    | 39,681    |
| 트리케어(Tinujéi)                                              | 26,491    |
| 코라어(Naáyarite)                                              | 20,100    |
| 포폴로카어                                                     | 18,926    |
| 와베어(Ikoods)                                                 | 18,900    |
| 퀴카텍어(Nduudu yu)                                            | 13,610    |
| 야키어(Yoem Noki or Hiak Nokpo)                                | 17,546    |
| 칸호발어                                                       | 10,833    |
| 테페와어(Hamasipini)                                           | 36,000    |
| 파메어(Xigüe)                                                  | 11,768    |
| 맘어(Qyool)                                                    | 9,739     |
| 오아하카 촌탈어(Slijuala sihanuk)                              | 5,534     |
| 추흐어                                                         | 3,143     |
| 타쿠아테어(산타마리아사카테펙 미슈텍어)(Tu'un Va'a)            | 2,067     |
| 치치메카호나스어(Úza)                                          | 2,287     |
| 와리히오어(Warihó)                                             | 2,136     |
| 초초텍어(Runixa ngiigua)                                       | 1,078     |
| 피마바호어(Oob No'ok)                                          | 836       |
| 켁치어(Q'eqchí)                                                | 835       |
| 라칸돈어(Hach t'an)                                            | 731       |
| 하칼텍어(Abxubal)                                              | 584       |
| 마틀라칭카어/오퀼텍어(Tlahuica)                                | 522       |
| 세리어(Cmiique iitom)                                          | 518       |
| 이슈카텍어                                                     | 406       |
| 키체어                                                         | 286       |
| 칵치켈어                                                       | 230       |
| 파이파이어(Jaspuy pai)                                         | 221       |
| 쿠카파어(Kuapá)                                                | 206       |
| 모토친틀레코어(Qatok)                                          | 186       |
| 쿠미아이어(Ti'pai)                                             | 185       |
| 파파고어(O'odham)                                              | 153       |
| 키카푸어(Kikapoa)                                              | 144       |
| 이실어(Ixil)                                                   | 108       |
| 코치미어(Laymón, mti'pá)                                       | 96        |
| 킬리와어(Ko'lew)                                               | 4         |
| 아와카텍어                                                     | 27        |
| 기타1                                                          | 337       |
| 1 오파타어, 솔텍어, 파파부카어 등                              |           |
| 5세 이상 인구만 집계. 출처: INEGI (2005)                       |           |

### 분류
다은은 65개 원주민 언어를 속한 어족에 따라 나눈 것이다.
멕시코 이북에 걸친 어족
- 알그어족: 키카푸어
- 유마코치미어족: 파이파이어, 킬리와어, 쿠카파어, 코치미어, 쿠미아이어
- 유트아스테카어족:
  - 테피마어파: 파파고어, 피마바호어, 북부·남부 테페완어
  - 타라카이타어파: 타라우마라어, 과리히오어, 야키어, 마요어
  - 코라촐어파: 코라어, 위촐어
  - 나와어파: 나와틀어, 나와어 방언

모든 언어가 멕시코에 속한 어족
- 토토낙어족:
  - 토토낙어파 (여러 언어)
  - 테페와어파 (여러 언어)
- 오토망게어족:
  - 오토파메어파: 북부 파메어, 남부 파메어, 치치메카호나스어, 오토미어, 마사와어, 마틀라칭카어, 오퀼텍어.
  - 포폴로카어파: 포폴로카어, 초초텍어, 이슈카텍어*, 마사텍어군
  - 틀라파넥수브티아나어파: 틀라파넥어
  - 아무스고어파: 게레로 아무스고어, 오아하카 아무스고어
  - 미슈텍어파: 미슈텍어군, 퀴카텍어, 트리케어.
  - 사포텍어파: 차티노어(및 그 방언), 사포텍어.
  - 치난텍어파: 치난텍어(및 그 방언)
  - 치아파넥망게어파: 치아파넥어*
- 미헤소케어족:
  - 소케어파
  - 미헤어파
  - 포폴루카어(테히스테펙 포폴루카어, 시에라 포폴루카어(이상 소케어파), 사율라 포폴루카어, 올루타 포폴루카어(이상 미헤어파))

멕시코 이남에 걸친 어족
- 마야어족:
  - 와스텍어파: 와스텍어,
  - 유카텍어파: 유카텍 마야어, 라칸돈어,
  - 촐어파: 촐어, 촌탈 마야어, 첼탈어, 초칠어,
  - 칸호발추흐어파: 추흐어, 토홀라발어, 칸호발어, 하칼텍어, 모토신틀렉어, 아카텍어
  - 키체맘어파: 맘어, 텍티텍어, 이실어, 키체어, 칵치켈어, 켁치어.

고립어:
- 세리어
- 테키스틀라텍어족: 저지 촌탈어, 고지 촌탈어
- 푸레페차어
- 와베어

* 소멸위기언어.

## 그 밖의 언어
농아인 공동체는 멕시코 수화와 유카탄 수화를 사용하고, 바하칼리포르니아주 북부에서는 미국 수화도 사용한다.
멕시코에서 쓰이는 비원주민 언어로는 대표적으로 영어가 있다. 영어는 미국과 접한 주들에서 주로 쓰이는데, 한 예로 19세기 후반에 미국에서 이주해 온 치와와주 누에바카사스그란데스의 모르몬교 정착지가 있다. 독일어(주로 멕시코시티와 푸에블라에서 쓰임), 그리스어(주로 멕시코시티, 과달라하라주, 또 특히 시날로아주에서 쓰임), 아랍어, 베네토어(치필로에서 쓰임), 이탈리아어, 프랑스어, 오크어, 카탈루냐어, 바스크어, 갈리시아어, 아스투리아스어, 타갈로그어, 폴란드어, 히브리어, 한국어, 라디노어, 플라우트디치어, 아르메니아어, 일본어, 중국어 사용 인구는 그보다 더 적다. 베네토어와 플라우트디치어 등은 고립된 공동체에서만 쓰이며, 나머지 언어들은 대도시나 큰 마을에 사는 이민자와 이민자들의 자손들이 사용한다.
교육받은 계층이나 미국 이민 경험이 있는 계층의 멕시코인들은 영어를 구사하는 경우가 많다. 관광업에 종사하는 멕시코인들도 대체로 영어를 할 줄 안다.
멕시코의 롬인(집시)들은 롬어를 사용한다.

## 같이 보기
- 벨리즈의 언어
- 미국의 언어